# کنجی کاوای
کنجی کاوای (انگلیسی: Kenji Kawai؛ زادهٔ ۲۳ آوریل ۱۹۵۷) یک موسیقی‌دان و آهنگساز اهل ژاپن است.

## فیلم‌شناسی
- آشوب
- اتاق گفتگو
- تناسخ
- شبح درون پوسته
- ییپ من
- نبرد فرماندهان
- ماکیا: زمانی که گل موعود می‌شکفد
- آوالون